# Норов, Василий Сергеевич
Васи́лий Серге́евич Но́ров (5 апреля 1793, Ключи, Саратовское наместничество — 10 декабря 1853, Ревель) — декабрист, член «Союза благоденствия» и Южного общества, подполковник (разжалован в 1826 году), унтер-офицер в отставке. Брат писателя Авраама Норова и поэта Александра Норова.

## Биография

### Детство и юность
Василий родился 5 апреля 1793 года в селе Ключи Балашовского уезда Саратовской губернии (ныне Ртищевский район Саратовской области) в дворянской семье Норовых. Отец — отставной майор, саратовский губернский предводитель дворянства Сергей Александрович Норов (1762—16.03.1849); мать — Татьяна Михайловна Кошелева (1769—23.11.1838), внучка генерала Р. М. Кошелева. Получил домашнее образование. 2 октября 1801 года, в семилетнем возрасте, был зачислен пажом в Пажеский корпус, с 24 декабря 1810 года — камер-паж.

### Военная карьера
27 августа 1812 года Василий Норов, успешно сдав экзамены, был досрочно выпущен из корпуса прапорщиком в действующую армию — в лейб-гвардии егерский полк, куда прибыл 6 октября. Норов участник Отечественной войны 1812 года и заграничных походов. Принимал участие в сражениях под Красным, при Лютцене, Бауцене, под Лейпцигом, Теплицем. 13 июля 1813 года Василий был произведён в подпоручики. 18 августа 1813 года в Кульмском бою В. С. Норов был тяжело ранен.
Для лечения Норов возвратился в Россию. Затем он вступил в резервную армию. Под начальством генерала от инфантерии Д. И. Лобанова-Ростовского находился при блокировании крепости Модлин. 15 мая 1816 года был произведён в поручики, 28 августа 1818 года становится штабс-капитаном, 13 мая 1821 года — капитаном.
20 марта 1822 года Норов за «непозволительный поступок против начальства» по высочайшему приказу был переведен из гвардии в 18-й егерский полк с содержанием под арестом в течение шести месяцев. Под «непозволительным поступком» имелась в виду история, произошедшая с Василием Норовым в Вильно, на смотре гвардейских полков, возвращавшихся с зимовки из западных губерний в Санкт-Петербург. Великий князь Николай, придравшись к капитану Норову за какие-то упущения по службе, сделал ему грубый публичный выговор. Более того, подняв перед Норовым своего коня (по другой версии — топнув ногой) Николай забрызгал его грязью. Норов потребовал сатисфакции за оскорбление, бросив открытый вызов великому князю, который тот не принял. Тогда Норов, а за ним ещё пятеро офицеров, в знак протеста против грубого попрания офицерской чести подали прошения об отставке. Скандал дошёл до императора Александра I, который указал Николаю на его непорядочность. Великий князь вынужден был уговаривать Норова взять обратно прошение об отставке. 9 октября 1823 года Норов был «всемилостивейше» прощён, произведён в подполковники и назначен в пехотный полк принца Вильгельма Прусского. 1 марта 1825 года В. С. Норов вышел в отставку и поселился в Москве.

### Декабрист В. С. Норов, арест и заключение
Ещё в 1818 году Норов вступил в тайное общество декабристов — «Союз благоденствия», а в 1823 году был принят в Южное общество декабристов С. И. Муравьёвым-Апостолом. Участвовал в разработке планов государственного переворота, однако участия в событиях 14 декабря не принимал.
После поражения восстания декабристов 22 января 1826 года отдаётся приказ об аресте Норова, находившегося в Москве. 27 января он был арестован в доме своего друга Михаила Фонвизина на Рождественском бульваре.
«Вскоре начали в Москве по ночам хватать некоторых лиц и отправлять их в Петербург. Очень памятно мне арестование внучатного моего брата и коротко мне знакомого Вас. Серг. Норова; лично при этом я находился, и это событие меня очень поразило. Сидим мы у Норова и беседуем. Вдруг около полуночи без доклада входит полицеймейстер и спрашивает, кто из нас Вас. Серг. Норов. Когда хозяин встал и спросил, что ему нужно, тогда полицеймейстер объявил, что имеет надобность переговорить с ним наедине. Норов попросил нас уйти на время наверх к его матери. Опечатали все бумаги Норова, позволили ему только, в сопровождении полицеймейстера, взойти к старухе-матери, чтобы с нею проститься, и повезли его в Петербург. Этот увоз произвел на мать ужасное действие — она словно рехнулась. Он произвел и на нас всех сильное впечатление.» (Записки Александра Ивановича Кошелева (1812—1883 годы)).
31 января Норов был доставлен в Санкт-Петербург на главную гауптвахту, где его впервые допросил генерал-адъютант В. В. Левашов. После этого, закованного в кандалы Норова перевели в арестантский покой № 5 Трубецкого бастиона Петропавловской крепости. Родственники Норова впоследствии рассказывали, что перед допросами арестованный декабрист подвергался пыткам — его помещали в так называемый каменный мешок, босого заставляли стоять в ледяной воде, кормили сельдью, не давая при этом пить.
Норов обвинялся в том, что он «участвовал согласием на лишение в Бобруйске свободы блаженной памяти императора и ныне царствующего государя и принадлежал к тайному обществу со знанием цели». 10 июля 1826 года по росписи «государственным преступникам» В. С. Норов был осуждён Верховным уголовным судом по второму разряду. Он лишился дворянства и чинов и был приговорён к политической смерти с последующим направлением на каторжные работы на 15 лет. 22 августа 1826 года специальным указом срок каторги был сокращён до 10 лет, после чего Норов должен был быть отправлен на поселение в Сибирь. Однако 23 октября 1826 года его отправили в Свеаборгскую крепость, 23 февраля 1827 года перевели в Выборгскую крепость, а 8 октября 1827 года — в Шлиссельбургскую крепость. 12 октября 1827 года по особому высочайшему повелению вместо ссылки Норов был отправлен из Шлиссельбурга в Бобруйскую крепость «в крепостные арестанты без означения срока». В Бобруйске Норов пробыл около восьми лет, в июле 1829 года его перевели в роту срочных арестантов.
Находясь в крепости, Василий Норов прочёл много книг по военной истории. Плодом этих занятий явились двухтомные «Записки о походах 1812 и 1813 годов. От Тарутинского сражения до Кульмского боя», вышедшие без указания автора в 1834 году. В «Записках» военно-исторические описания сражений сочетались с воспоминаниями об участии в кампаниях 1812 и 1813 годов.

### После освобождения
В феврале 1835 года Николай I разрешил перевести Норова из Бобруйской тюрьмы в действующие войска на Кавказ. 20 апреля 1835 года он был зачислен рядовым в шестой линейный Черноморский батальон. Василий Сергеевич благодаря своим воинским талантам занимал особое положение среди рядовых батальона. К его знаниям и опыту обращались известные генералы Кавказского корпуса, приглашая его на военные советы и привлекая к разработке отдельных операций. Так, например, Норов организовал сухопутное сообщение в Абхазии, предложил командованию план похода от Сухума в Цебельду, увенчавшийся успехом. Позже он разрабатывал операцию у мыса Адлер. 20 апреля 1837 года Василий Норов был произведён в унтер-офицеры.
В январе 1838 года В. С. Норов по болезни был уволен от службы. Ему дозволили жить в имении отца — селе Надеждине Дмитровского уезда Московской губернии под секретным надзором полиции, без права куда-либо отлучаться. В 1839 году он получил высочайшее разрешение на поселение в Ревеле (ныне Таллин), для лечения морскими ваннами, куда прибыл 6 июня 1841 года. В 1847 году Норову было дано разрешение на поселение в родовом имение в селе Ключи Балашовского уезда Саратовской губернии, о чём его известила канцелярия Рижского военного губернатора. В секретных бумагах канцелярии Саратовского губернатора сохранилось «Дело по рапорту корпуса жандармов подполковника Есипова об установлении секретного полицейского надзора за отставным унтер-офицером Норовым», в которое вошло секретное уведомление Министерства внутренних дел Саратовскому губернатору от 5 сентября 1847 года о даровании Норову права переезда до Саратова на жительство без полицейского надзора, но с оставлением его под секретным надзором корпуса жандармов. Осенью 1847 года Норов поселился в селе Ключи. 5 ноября 1847 года штаб-офицер корпуса жандармов по Саратовской губернии полковник Есипов получил предписание осуществлять за ним секретный надзор. Однако, сразу же к жандармскому надзору за декабристом добавили надзор со стороны полиции. Документы Саратовского архива свидетельствуют, что к слежке за Норовым подключились саратовский и балашовский земские исправники, саратовский старший полицмейстер, балашовский городничий, а в самих Ключах — пристав.
Весной 1848 года В. С. Норов снова уехал в Ревель. Здесь же 10 декабря 1853 года он скончался. Похоронен на Александро-Невском кладбище.

## Награды
- Орден Святого Владимира 4 степени с бантом — за сражение под Люценом
- Орден Святой Анны 2 степени — за сражения при Бауцене и Кульме
- Орден Святой Анны 4 степени — за отличие в сражении под Красным
- Кульмский крест — за сражение при Кульме
- Медаль в память войны 1812—1813 годов

## Сочинения
- «Записки о походах 1812 и 1813 годов, от Тарутинского сражения до Кульмского боя» Ч. 1-2. (Спб., тип. К. Винберга, 1834)